# 魚類統營處

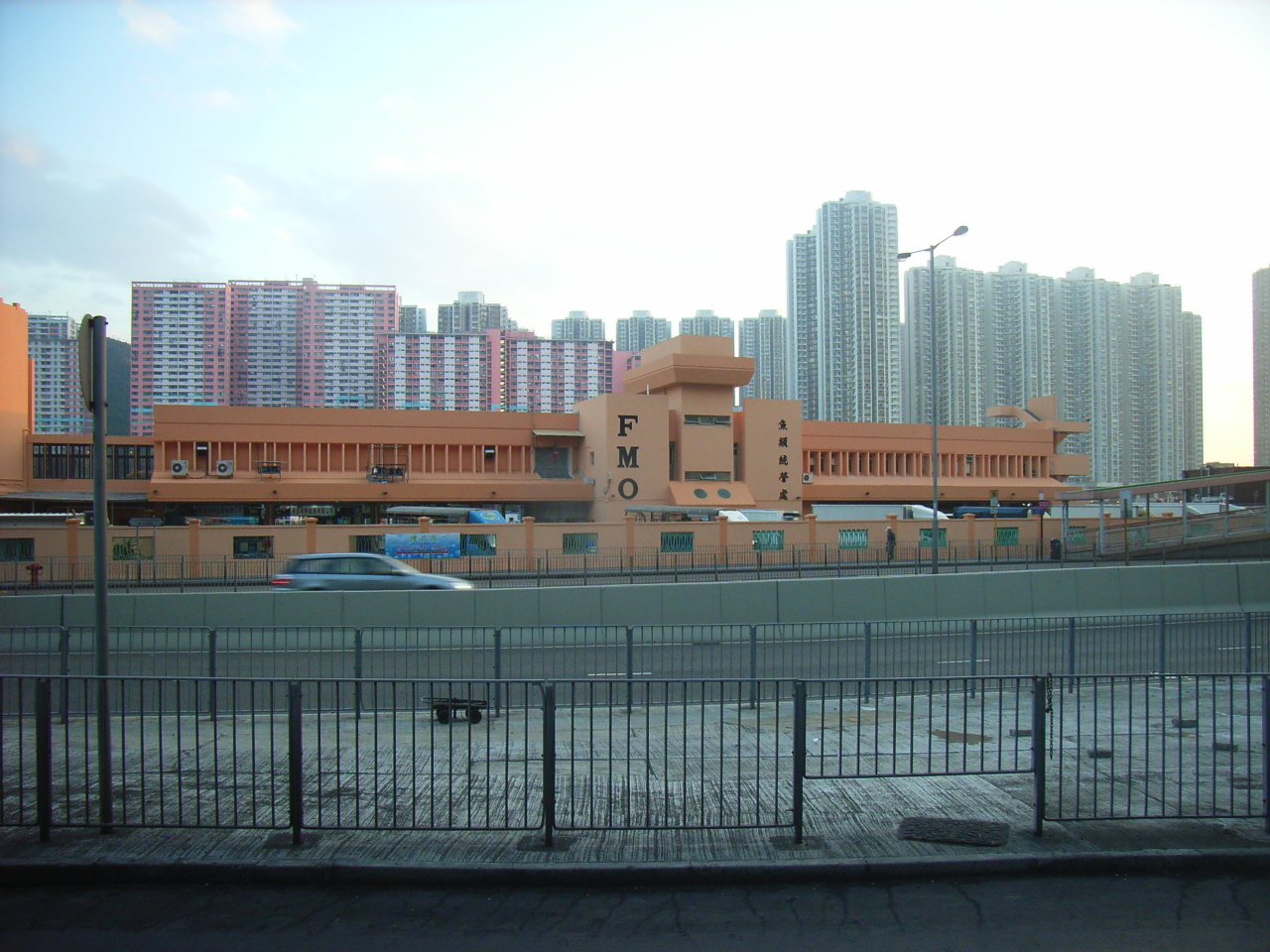
位於香港仔的魚類統營處總部

魚類統營處（英語：Fish Marketing Organization，簡稱魚統處）是根據香港法例第291章《海魚（統營）條例》成立的財政獨立、非牟利法定機構，負責作為香港唯一提供海魚統銷服務的機構，於1946年成立。有關條例規定香港的所有鮮海魚，必須於魚類統營處轄下的魚類批發市場卸於陸上及批發出售，現在香港共有七個魚類批發市場。總部則設於香港仔田灣石排灣道102號。
魚類統營處處長由漁農自然護理署署長兼任，並由法定機構魚類統營顧問委員會提供意見。
魚類統營處也進行漁產品加工及海水銷售等服務。

## 歷史
欄商制度　
自古以來，漁業一直是香港的重要行業。在魚類統營處成立前，漁民多會把魚獲送到魚欄出售。

## 魚類批發市場及辦事處
香港的海魚均由漁農自然護理署旗下的法定機構魚類統營處管理的魚類批發市場批銷。
- 香港仔魚類批發市場
- 筲箕灣魚類批發市場
- 大埔魚類批發市場
- 觀塘魚類批發市場
- 長沙灣魚類批發市場
- 青山魚類批發市場
- 西貢魚類批發市場
- 長洲辦事處

## 教育服務
魚類統營處曾開辦以下學校，悉數已經殺校：
- 魚類統營處香港仔工業中學，後改稱保良局慧妍雅集書院：2016年殺校，現為耀中幼教學院校舍。
- 魚類統營處鴨脷洲小學：校舍其後由鴨脷洲聖伯多祿天主教小學使用，現為港灣學校校舍。
- 魚類統營處筲箕灣小學：現為香港藝術學院包黃秀英校舍。
- 魚類統營處西貢小學：初名｢西貢漁民子弟學校｣，與另外四間同區村校合併為「西貢中心李少欽紀念學校」。
- 魚類統營處滘西小學
- 魚類統營處三門仔新村小學
- 大埔漁民子弟學校，位於黃宜坳
- 魚類統營處鴨洲小學
- 魚類統營處西流江漁民子弟學校：後來與數間鄉村學校合併成沙頭角中心小學。

## 外部連結
- 魚類統營處官方網站 （页面存档备份，存于）